# Escala de Turim

Escala de Turim

A escala de Turim é um método de classificação dos objetos próximos da Terra, como asteroides e cometas, baseado na probabilidade do risco de colisão e no potencial destrutivo destes corpos (considerando a energia cinética que essa colisão possuiria).
Esta escala foi adotada em 1999 durante uma convenção astronômica da União Astronômica Internacional (UAI) na cidade de Turim e é considerada uma ferramenta para astrônomos e o público em geral. A escala baseia-se nas dimensões do corpo celeste e na probabilidade de colisão atribuindo-lhe um nível, que vai do nível 0 (Branco) - nenhum risco iminente, ao nível 10 (Vermelho) - colisão capaz de alterar todo o clima do planeta causando uma catástrofe global.

## História
A escala foi criada pelo professor Richard P. Binzel do departamento das Ciências da Terra, Atmosfera e Planetas, do Instituto de Tecnologia de Massachusetts (MIT). A primeira versão, chamada de "A Near-Earth Object Hazard Index", foi apresentada em uma conferência das Nações Unidas em 1995.

## Recorde
O recorde na escala de Turim é do asteroide Apophis, que chegou ao nível 4, causando uma breve preocupação dos cientistas.

## Níveis da escala
Estes são os níveis usados para a predição do impacto de asteroides/cometas:
| SEM PERIGO (branco)                                     | SEM PERIGO (branco) |
| ------------------------------------------------------- | --- |
| 0.                                                      | A probabilidade de colisão é 0, ou tão baixa que é considerada desprezível. Aplicada a objetos tão pequenos que se desintegram ao cruzar a atmosfera. |
| NORMAL (verde)                                          | |
| 1.                                                      | Chance de colisão extremamente improvável. |
| MERECEDOR DE ATENÇÃO POR PARTE DOS ASTRÔNOMOS (amarelo) | |
| 2.                                                      | Objetos que passem próximos à Terra. |
| 3.                                                      | Cálculos sugerem 1% de probabilidade de colisão capaz de destruição. Público precisa ser avisado se a colisão se encontrar a menos de uma década de distância.                                                                                                |
| 4.                                                      | Cálculos dão 1% ou mais de probabilidade de colisão capazes de destruição. Público precisa ser avisado se a colisão se encontrar a menos de uma década de distância.                                                                                          |
| PERIGOSO (laranja)                                      | |
| 5.                                                      | Um encontro que representa um verdadeiro perigo de destruição. A atenção dos astrônomos é crucial para confirmar a trajetória e quando a colisão ocorrerá. Um plano governamental é articulado caso a colisão se encontre a menos de uma década de distância. |
| 6.                                                      | Um encontro que representa um perigo sério de catástrofe global. A atenção dos astrônomos é crucial para determinar quando a colisão ocorrerá. Um plano governamental é articulado caso a colisão se encontre a menos de três décadas de distância.           |
| 7.                                                      | Um encontro que representa um perigo sério de catástrofe global. Perante tão sério perigo um plano de contingência internacional é traçado, especialmente para determinar urgentemente e conclusivamente quando ocorrerá o impacto.                           |
| COLISÕES CERTAS (vermelho)                              | |
| 8.                                                      | A colisão é garantida, capaz de causar destruição localizada em terra ou um tsunami se ocorrer no mar. Um evento desta magnitude ocorre uma vez a cada 1000 anos.                                                                                             |
| 9.                                                      | A colisão é garantida, capaz de causar devastação localizada em terra ou um megatsunami se ocorrer no mar. Um evento desta magnitude ocorre uma vez a cada 10 000 ou 100 000 anos.                                                                            |
| 10.                                                     | A colisão é inevitável, capaz de causar uma catástrofe global que arriscará o futuro da civilização tal como a conhecemos, quer a colisão ocorra no continente ou no mar. Um evento desta magnitude ocorre uma vez a cada 100 000 anos.                       |

## Escala de Palermo x Escala de Turim
Apesar do reconhecimento da Escala de Turim e sua utilização prática pelo público em geral, existe uma outra escala mais técnica utilizada por especialistas que também mede o perigo de impacto dos objetos espaciais contra à Terra. A chamada Escala de Palermo consiste em um sistema de medição do risco de impactos em que os astrônomos utilizam uma equação logarítmica para a predição do grau de impacto de uma possível colisão.